# Candace Wheeler

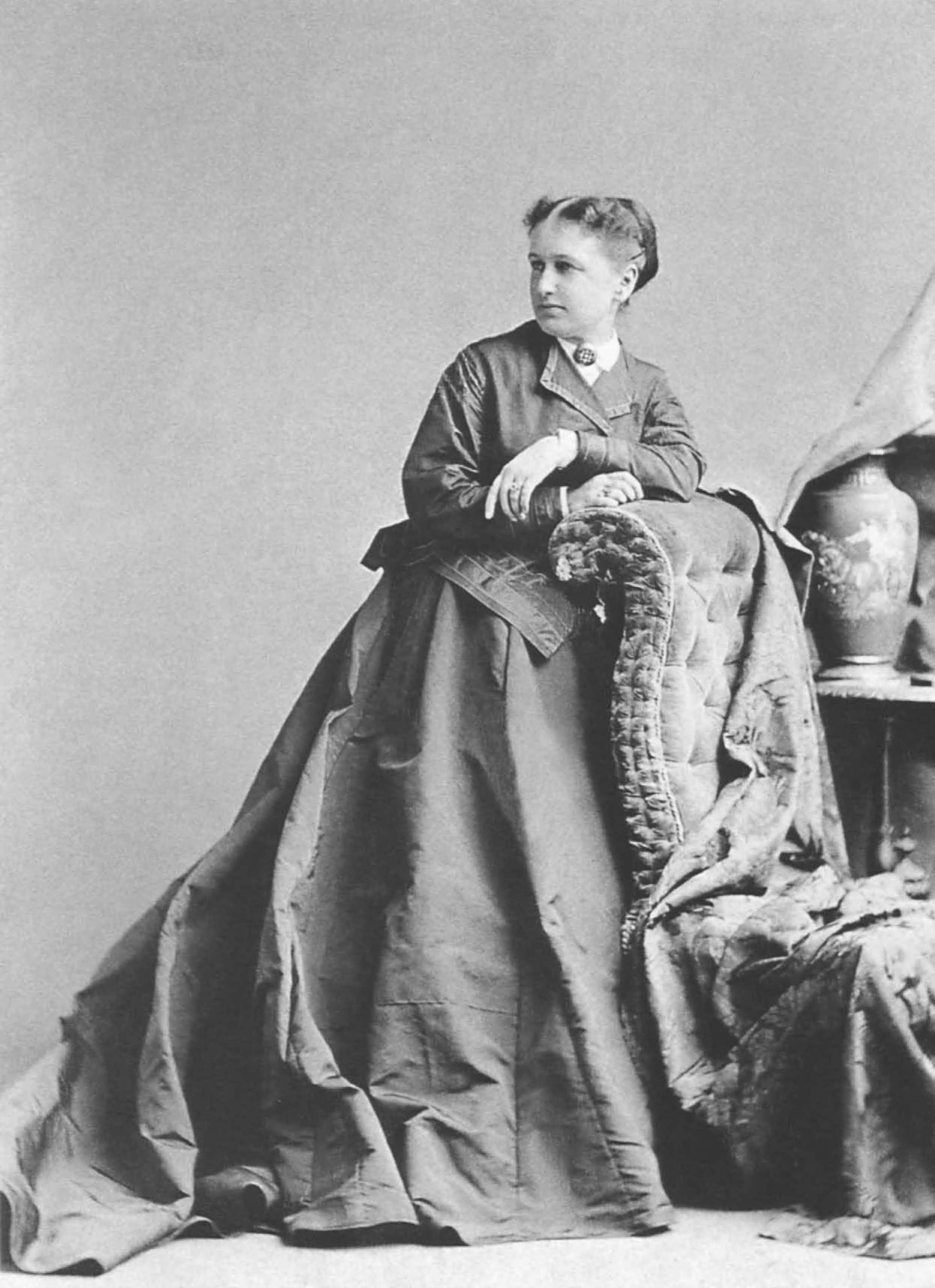
Portret Candance Wheeler.

Candace Wheeler (ur. 24 marca 1827 w Thurber, zm. 5 sierpnia 1923), była jedną z pierwszych kobiet zajmujących się projektowaniem wnętrz i tkanin w Stanach Zjednoczonych i jest często uznawana za "matkę" architektury wnętrz i dekoracji wnętrz. Zasłynęła ze swojego wkładu do dziedziny projektowania wnętrz dla kobiet poprzez swoją współpracę z ruchem feministycznym, zwłaszcza poprzez udział w publikacji magazynu Art Interchange. Znana jest również ze wspierania rzemieślniczek i propagowania nowego stylu amerykańskiego designu. Założyła Towarzystwo Sztuki Dekoracyjnej w Nowym Jorku (1877) i Nowojorską Giełdę pracy dla kobiet (1878).
Candace Wheeler jest ściśle związana z ruchem Arts and Crafts i była postrzegana jako autorytet w dziedzinie projektowania wnętrz przez całą swoją karierę zawodową. Zasłynęła również z projektu wnętrza Woman's Building podczas Światowej Wystawy Kolumbijskiej w Chicago w 1893 roku oraz zaprojektowania wnętrz niektórych pomieszczeń Białego Domu w 1882 roku.

## Lata młodości
Candace Wheeler (Candace Thurber) urodziła się 24 marca 1827 w Delhi w stanie Nowy Jork, na zachód od Gór Catskill. Jej rodzicami byli Abner Gilman Thurber (1797-1860) i Lucy (Dunham) Thurber (1800 -1892). Była trzecim dzieckiem spośród ośmiorga braci i sióstr: Lydia Ann Thurber (1824-?), Charles Stewart Thurber (1826–1888), Horace Thurber (1828–1899), Lucy Thurber (1834–1893), Millicent Thurber (1837–1838), Abner Dunham Thurber (1839–1899) i Francis Beattie Thurber (1842–1907).
Wheeler miała szczęśliwe dzieciństwo, choć nie kryła irytacji wobec sposobu, w jaki wychowywał ich ojciec - "jakby cofnął się o sto lat". Jej ojciec był ortodoksyjnym prezbiterianinem, ale także zagorzałym abolicjonistą. Dbał o to, aby jego rodzina nigdy nie używała produktów wytworzonych przez niewolników. Wysiłek Abnera był tak znaczący, że jego rodzina zaczęła używać domowej roboty cukru klonowego zamiast cukru trzcinowego oraz lnu tkanego z lnu uprawianego na farmie, a nie z bawełny z południa.  Z perspektywy czasu Candace Wheeler jest przekonana, że ich gospodarstwo było jednym z przystanków na trasie Kolei Podziemnej .
Candace Wheeler uczęszczała do szkoły podstawowej, gdzie w wieku sześciu lat uszyła swój pierwszy próbny wzór. Mając 11 lub 12 lat rozpoczęła swoją naukę w Akademii Delaware w Delhi.

## Kariera

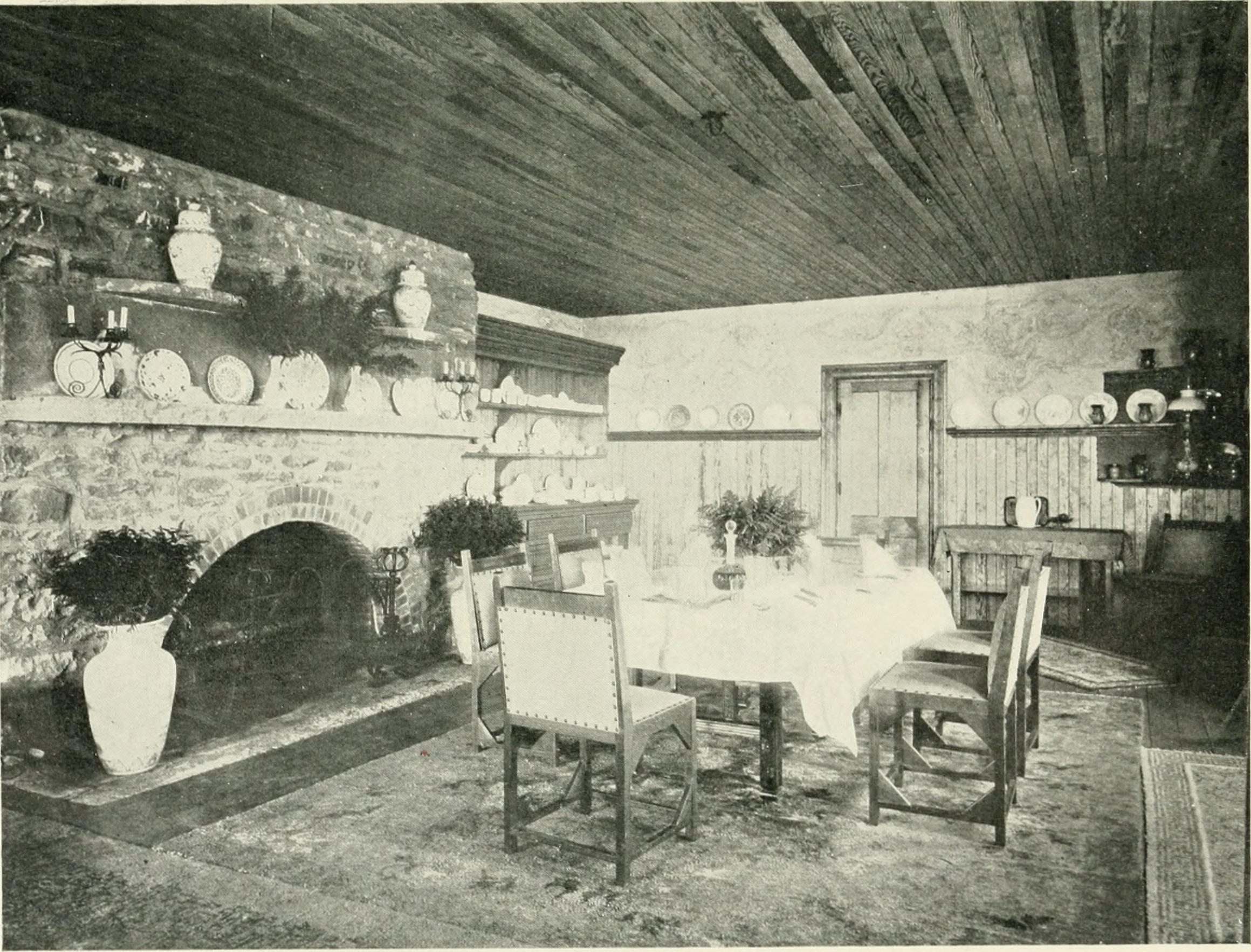
Zasady projektowania wnętrz z praktycznymi przykładami (Candace Wheeler, 1903).

W 1876 roku Candace Wheeler odwiedziła Filadelfijską Wystawę Stulecia. Wystawa w Królewskiej Szkole Sztuki Haftu, zrobiła na niej ogromne wrażenie, ale to nie artystyczny wymiar robótek ręcznych był inspiracją Wheeler. Interesowała się robótkami ręcznymi jako biznesem prowadzonym przez kobiety i przynoszącym korzyści kobietom.
Przebywając jeszcze w Filadelfii, Candace Wheeler wpadła na pomysł amerykańskiej wersji szkoły królewskiej, która obejmowałaby "wszystkie artykuły damskie". Według niej ten model mógłby pomóc kobietom "wykształconym", ale ubogim. Wiele lat później w liście do swojej siostrzenicy Candace Wheeler opisała siebie jako osobę, która "skorzystała z okazji pracy na rzecz armii bezbronnych kobiet w Nowym Jorku - tych, które wstydziły się żebrać i nie miały przygotowania do pracy."

### Inspiracje za jej projektami
Candace Wheeler czerpała inspirację przede wszystkim natury, w szczególności z flory i fauny . Podoba jej się idea wdrażania piękna natury do swoich wyrobów tekstylnych. Jej projekty charakteryzują się harmonijnym łączeniem motywów botanicznych, takich jak kwiaty, liście i owady w kompozycjach tekstylnych. Oprócz tworzenia możliwości zatrudnienia dla Amerykanek, Candace Wheeler stawia sobie również za cel polepszenie amerykańskiego gustu i poprawę  postrzegania amerykańskiego rzemiosła na całym świecie. Prace Wheeler odzwierciedlają nacisk ruchu Arts and Crafts na rzemiosło i pracę ręczną. Jej oddanie rzemiosłu wysokiej jakości i wykorzystywanie wzorów inspirowanych naturą uczyniło ją znaną postacią w świecie sztuki tekstylnej swoich czasów.

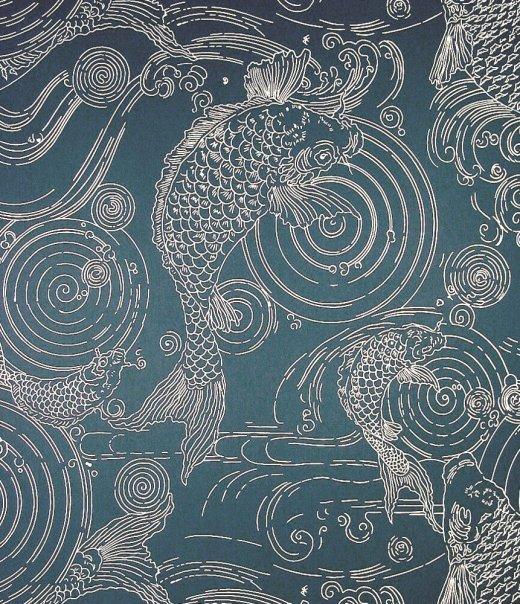
Szablon tapety z wzorem karpia inspirowanym stylem japońskim. Artystka: Candace Wheeler. Datowany na 1885-1905

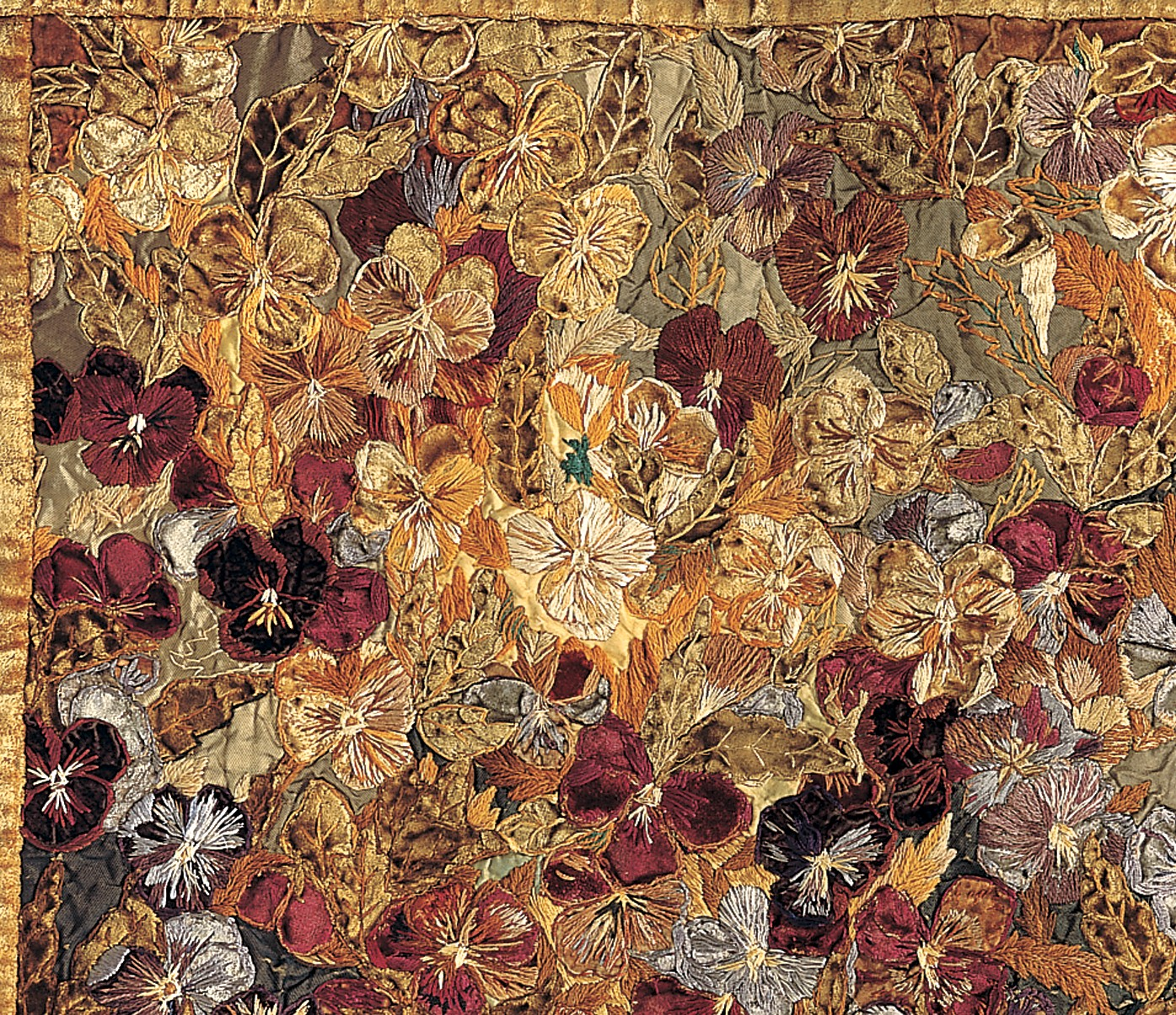
Projekt tkaniny autorstwa Candace Wheeler z XIX wieku.

### Style i techniki
Candace Wheeler dążyła do wytwarzania wysokiej jakości tekstyliów w czasach, w których dominowała produkcja tkanin na skalę masową. Wypracowała swój niepowtarzalny styl, który nadawał jej tkaninom inny wygląd w zależności od gry światła, niemal jak obrazy. Stosowała również naturalne barwniki i tradycyjne techniki tekstylne. Aby uzyskać tak unikalne efekty, często używała drogich materiałów, takich jak jedwab, aksamit i specjalne metalowe nici. Ponadto zarządzała wykwalifikowanymi pracownikami, którzy byli odpowiedzialni za dodawanie skomplikowanych wzorów poprzez szycie i haftowanie. Jednak ze względu na koszt tych materiałów, jego prace były zazwyczaj zarezerwowane dla zamożniejszej klienteli. Wheeler miała wielkie zamiłowanie do eksperymentów i lubiła eksperymentować z różnymi sposobami włączania cieni i ruchu do swojej pracy. W 1880 roku doceniono jej technikę tkacką nazwaną „ haftem gobelinowym ”. W tej technice stosuje się luźno tkane płótno jedwabne z dwoma zestawami nici w różnych kolorach. W wielkim uproszczeniu, możemy porównać tkaninę Wheeler do kanwy przeznaczonej do haftu krzyżykowego. Candace Wheeler odkryła ten materiał na gobelin przez przypadek, podczas poszukiwań idealnego materiału bazowego do udoskonalenia swoich prac hafciarskich. Podczas obserwacji pracy maszyny żakardowej w firmie tekstylnej Cheney Brothers, natknęła się na wyrzucony i uszkodzony kawałek luźno tkanego płótna jedwabnego. To nieoczekiwane odkrycie stało się inspiracją i prototypem do wykorzystania go w tworzeniu swoich innowacyjnych tkanin.

### Towarzystwo Sztuk Dekoracyjnych w Nowym Jorku
Candace Wheeler w 1877 roku założyła Decorative Arts Society w Nowym Jorku, którego pozostałymi członkami założycielami byli Louis Comfort Tiffany, John LaFarge i Elizabeth Bacon Custer. Stowarzyszenie ma na celu pomaganie kobietom w osiągnięciu niezależności finansowej dzięki różnym zajęciom rzemieślniczym, takim jak szycie, robótki ręczne i inne sztuki dekoracyjne, pomogło ono również tysiącom kobiet, które pod koniec wojny secesyjnej znalazły się w nędzy.
Wheeler zaangażowała znamienite nowojorskie matrony do pomocy w otwarciu butiku, w którym były sprzedawane produkty wysokiej jakości wykonywane na zamówienie, w ten sposób generowane były przychody. Firma pozyskała pięciuset abonentów w ciągu trzech lat. Wybitni artyści byli zatrudniani do nauczania lub oceniania wystaw w Decorative Arts Society of New York. Candace Wheeler pomogła założyć podobne firmy w Chicago, St. Louis, Hartford, Detroit, Troy (Nowy Jork) i w Charleston w Karolinie Południowej.

### Nowojorska Giełda Pracy Kobiet
W 1878 roku Candace Wheeler przyczyniła się do uruchomienia nowojorskiej giełdy pracy dla kobiet, gdzie miały one możliwość sprzedaży produktów, które mogły być przygotowane w domu, w tym wypieki i pościel. Ten nowy biznes służył znacznie większej liczbie kobiet, ponieważ nie wymagał od nich żadnych zdolności artystycznych. Giełda została otwarta w marcu 1878 roku, rozpoczynając działalność od sprzedaży komisowej trzydziestu przedmiotów w domu współzałożycielki giełdy, Mary Choate. W kwietniu giełda przeniosła się do wynajętego lokalu i już w maju osiągnęła na tyle duży sukces, że mogła zatrudnić sprzedawczynie na część etatu. W pierwszym roku giełda wypłaciła prawie 14 000 dolarów prowizji. W 1891 roku w Stanach Zjednoczonych istniały co najmniej siedemdziesiąt dwie giełdy.
W 1879 roku Candace Wheeler złożyła rezygnację z członkostwa w Towarzystwie Sztuk Dekoracyjnych.

### Tiffany & Wheeler
W 1879 roku Candace Wheeler i Louis Comfort Tiffany założyli wspólnie firmę Tiffany & Wheeler, zajmującą się projektowaniem wnętrz. Tiffany & Wheeler, znana jest również pod nazwą Tiffany & Co, Associated Artists. Jej wspólnikami są Louis Comfort Tiffany, Candace Wheeler, William Pringle Mitchell i Lockwood de Forest. Firma udekorowała wiele ważnych domów i budynków publicznych z końca XIX wieku, w tym Salę Weteranów w Zbrojowni Siódmego Pułku, Teatr Madison Square, Klub Union League, dom George'a Kempa i salon domu Corneliusa Vanderbilta II. Firma zaprojektowała również wnętrze domu Marka Twaina.
Jednym z większych projektów firmy była renowacja Białego Domu po zamachu na 20. prezydenta Stanów Zjednoczonych, Jamesa Garfielda. Następny prezydent, Chester Arthur, poprosił o odświeżenie rezydencji prezydenckiej. W 1882 roku firma Tiffany & Wheeler otrzymała zlecenie na prace w kilku pomieszczeniach Białego Domu, w tym w Pokoju Niebieskim, Pokoju Czerwonym, Pokoju Wschodnim, Jadalni Państwowej i Holu Wejściowym. Ich praca obejmowała wymianę mebli, nakładanie dekoracyjnych wzorów farb na ściany i instalowanie tapet o skomplikowanych wzorach. Warto zaznaczyć, że podczas renowacji wykorzystano jedno z kultowych dzieł Wheeler, znane jako „Pszczoła miodna”.

### Powiązani artyści

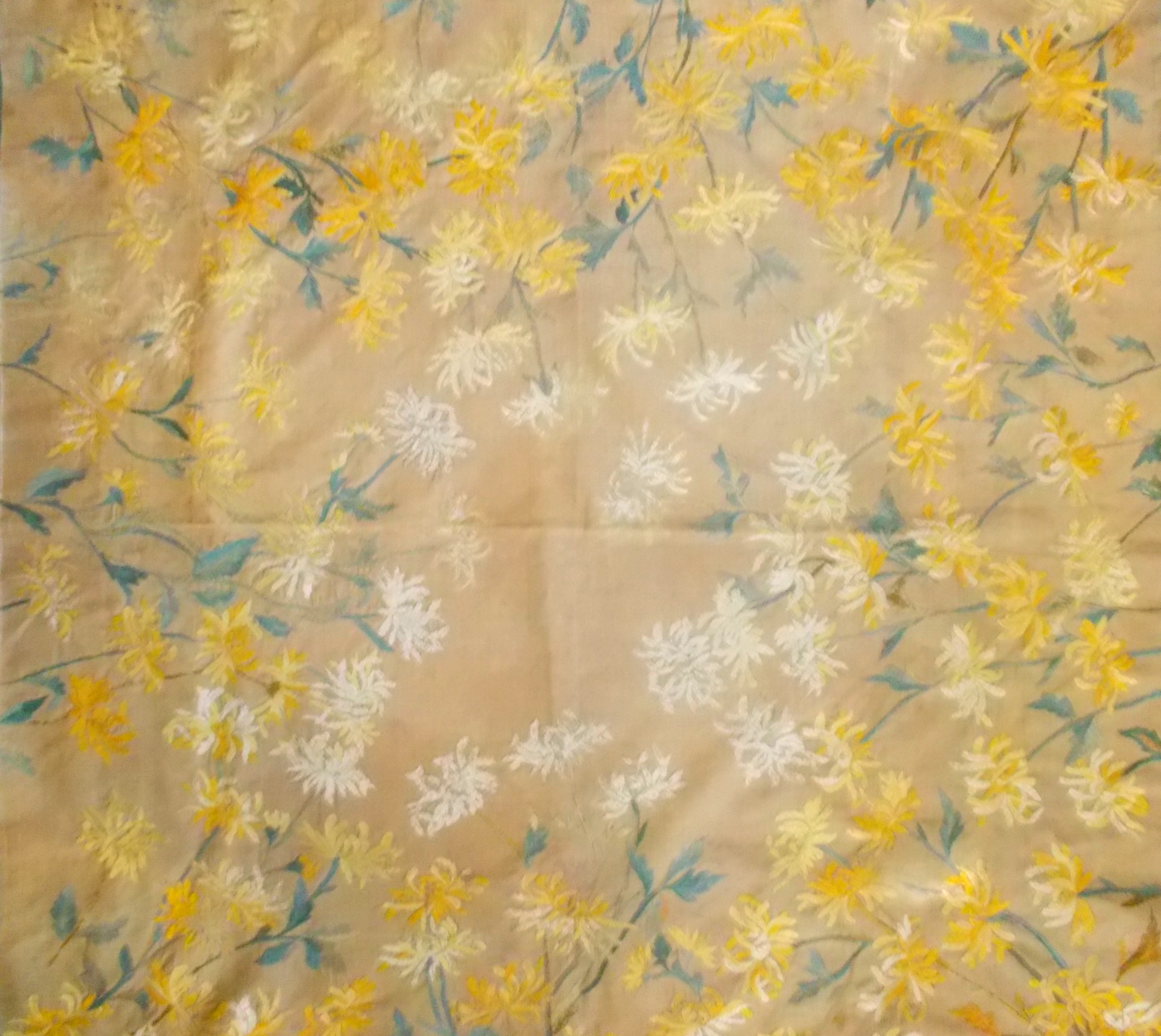
Obrus wykonany z tektury haftowanej, Associated Artists (haft jedwabną nicią na tkaninie, około 1900r.).

W 1883 roku Candace Wheeler założyła własną, całkowicie kobiecą firmę tekstylną, pod nazwą Associated Artists. Firma produkowała szeroką gamę wyrobów tekstylnych, między innymi gobeliny oraz zasłony. Associated Artists jest szczególnie znana ze swoich jedwabnych wyrobów "zmiennych". Tkaniny te, utkane z dwóch nici, zmieniają kolor w zależności od gry światła. Zamożni klienci mogli zamawiać spersonalizowane tkaniny. Andrew Carnegie zamówił szkocki adamaszek z ostu na własny użytek. Lillie Langtry zamówiła srebrno-szary brokatowy kwiatowy portyk do swojej sypialni . W tym samym czasie Candace Wheeler dbała o to, aby jej produkty były dostępne dla szerokiego grona odbiorców, tworząc gotowe wzory i odzwierciedlając amerykańskie projekty oraz lokalne formy roślinne. W latach 1884–1894 bracia Cheney wyprodukowali ponad 500 tkanin dla Associated Artists, które był sprzedawane w Stanach Zjednoczonych na wszystkich rynkach.
Charakterystyczny styl gobelinowy Associated Artists to połączenie tkania na krośnie i tkania gobelinowego, wynalezionego przez Candace Wheeler. Technika ta sprawia, że ściegi są praktycznie niewidoczne, a gobelin jest wizualnie gładszy.

### Onteora
W 1892 roku Candace Wheeler w porozumieniu z mężem i bratem założyła w górach Catskill kolonię artystów, pod nazwą Onteora. Kolonia przyciągała samotne kobiety, które mogły pochwalić się swoimi umiejętnościami artystycznymi lub pisarskimi, aby zarobić pieniądze, a ostatecznie stały się właścicielkami dwóch tysięcy akrów ziemi.

### Wystawa Światowa w Chicago
W 1893 roku, w wieku 66 lat, Candace Wheeler została poproszona o dekorację Woman's Building na Wystawie Światowej w Chicago oraz o zorganizowanie tam wystawy sztuki użytkowej stanu Nowy Jork. Woman's Building był nadzorowany przez Berthę Palmer, a zaprojketowany przez architektkę Sophie Hayden. Wśród artystów prezentowanych w Woman's Building znajdują się Alice Rideout, Mary Cassatt oraz córka Wheeler, Dora Wheeler Keith. W budynku znajdują się wystawy dzieł sztuki, rzemiosła, produktów przemysłowych oraz regionalnych i etnicznych specjalności kobiet z całego świata.
Panele wyłożone wzdłuż wielkiej rotundy Woman's Building wymieniają "złote imiona kobiet, które w minionych i obecnych wiekach przyniosły zaszczyt ludzkości", apel nawiązujący do nazwisk z instalacji podłogowej Judy Chicago z 1979 r. The Dinner Party.

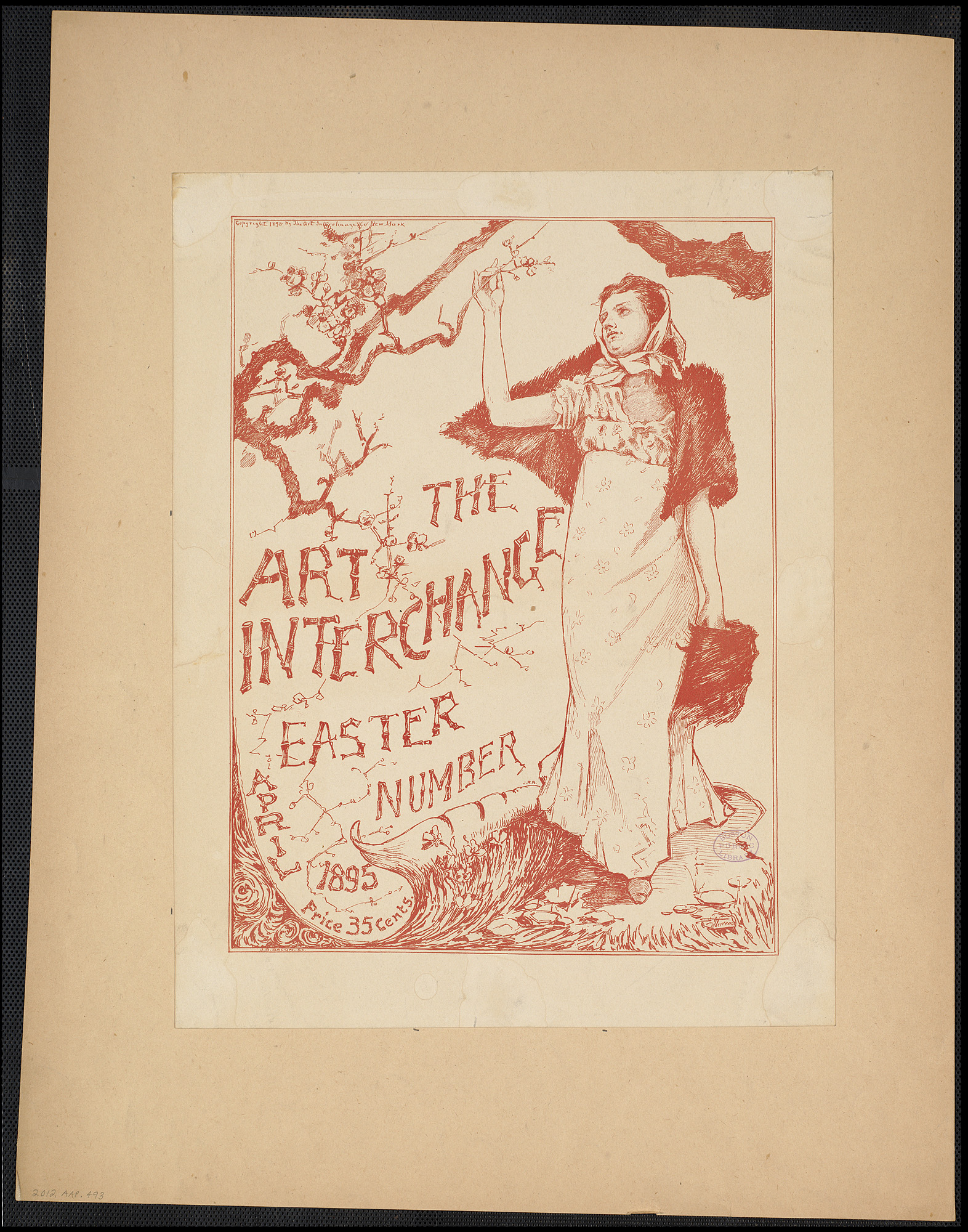
Magazyn: The Art Interchange, kwiecień 1895

### Publikacja magazynuArt Interchange
W 1878 roku Candace Wheeler założyła czasopismo Art Interchange. Czytelniczkami magazynu były głównie amerykańskie kobiety z klasy średniej. Magazyn zawierał artykuły na różne tematy, takie jak sztuka, prace domowe i życie codzienne. Jednak magazyn poruszał również bardziej feministyczne tematy. Znajdują się w nim artykuły krytykujące instytucję małżeństwa. Rzeczywiście, czasopismo proponowało ideologię kobiety przyszłości, dla której małżeństwo nie będzie już jedyną opcją kariery, jak to miało miejsce w przypadku kobiet w XIX wieku. Magazyn kwestionował również miejsce kobiet w społeczeństwie XIX wieku, promując pracę kobiet. W latach 80. XIX wieku magazyn sprzedał się w ponad 20 tys. egzemplarzach. Ostatecznie czasopismo przestało ukazywać się w 1906 roku.

### Późniejsze życie
Candace Wheeler spędziła większość swojego życia pisząc książki i artykuły na temat dekoracji i sztuki tekstylnej, a także powieści. Swoją ostatnią książkę opublikowała w 1921 roku.

## Życie osobiste
Podczas podróży do Nowego Jorku w 1843 roku Candace poznała Thomasa Masona Wheelera (1818-1895). W ciągu roku pobrali się. Para doczekała się czwórki dzieci:
- Candace Thurber Wheeler (1845-1876), która poślubiła Lewis Atterbury Stimson (1844-1917), była matką Henry’ego Lewisa Stimsona, który został sekretarzem wojny Stanów Zjednoczonych[53],
- James Cooper Wheeler (1849-1912), który poślubił Annie Morris Robinson 4 października 1878 roku[54] .
- Dora Wheeler (1856-1940)[55], która poślubiła Boudinota Keitha (1859-1925)[56] ,
- Dunham Wheeler (1861-1938).

Candace Wheeler zmarła 5 sierpnia 1923, mając 96 lat.

## Publikacje
- Household Art, New York, Harper & Row, Harper & Brothers, 1893.
- Content in a Garden, New York, Houghton Mifflin and Company, 1901.
- How to make rugs, New York, Doubleday, Page & Company, 1902.
- Principles of Home Decoration, New York, Doubleday, Page & Company, 1903.
- The Annals of Onteora, New York, E.W. Whitfield, 1914 ?.
- Yesterdays in a busy life, New York, Harper & Row, Harper & Brothers, 1918.
- The Development of Embroidery in America, New York, Harper & Row, Harper & Brothers, 1921.

## Odniesienia
1. 1 2  Peter Dedek: The Women Who Professionalized Interior Design. Wyd. Routledge. 2022-03-11. DOI: 10.4324/9781003041504. ISBN 978-1-003-04150-4. Brak numerów stron w książce
2. 1 2 3  "It Is Surprising That There Are Any Happy Wives": The Art Interchange, 1878-1886. „Journal of Women's History”, 1996. (ang.).brak numeru strony
3. 1 2  DESIGN REVIEW; Luxury for the Rich, Opportunity for Women. „The New York Times”, 16 novembre 2001. (ang.).brak numeru strony.
4. 1 2  Candace Wheeler, pioneering textile and interior designer of the American Art and Crafts movement. The Textile Eye, 2021-03-27. [dostęp 2023-10-20]. (ang.).
5. ↑   Candace Wheeler: The Art and Enterprise of American Design, 1875-1900 Peck, Amelia, and Carol Irish, s. 4.
6. ↑   Candace Wheeler: The Art and Enterprise of American Design, 1875-1900
Peck, Amelia, and Carol Irish, s. 4.
7. ↑   Candace Wheeler: The Art and Enterprise of American Design, 1875-1900
Peck, Amelia, and Carol Irish, s. 4.
8. ↑   Candace Wheeler: The Art and Enterprise of American Design, 1875-1900
Peck, Amelia, and Carol Irish, s. 4.
9. ↑   Candace Wheeler: The Art and Enterprise of American Design, 1875-1900
Peck, Amelia, and Carol Irish, s. 4.
10. ↑   Principles of Home Decoration, Candace Wheeler, 1903
11. ↑   Encyclopedia of Interior Design, 1997, Joanna Banham, s. 394
12. ↑   Encyclopedia of Interior Design, 1997, Joanna Banham, s. 394
13. ↑   Candace Wheeler: The Art and Enterprise of American Design, 1875-1900
Peck, Amelia, and Carol Irish, s. 4.
14. ↑   Threads of life: a history of the world through the eye of a needle, 2019, Clare Hunter, s. 234
15. ↑   Candace Wheeler: The Art and Enterprise of American Design, 1875-1900
Peck, Amelia, and Carol Irish, s. 4.
16. ↑   Candace Wheeler: The Art and Enterprise of American Design, 1875-1900
Peck, Amelia, and Carol Irish, s. 4.
17. ↑  Linda Hales. Restoring a Decorating Icon's Faded Legacy. „Washington Post”, 2001-10-13. ISSN 0190-8286. (ang.).brak numeru strony
18. ↑  On the Trail of a Textile Legend. Deep in the Heart of Textiles, 2013-01-14. [dostęp 2023-10-20]. (ang.).
19. ↑   Threads of life: a history of the world through the eye of a needle, 2019, Clare Hunter, s. 234
20. ↑   The Business of Charity: The Woman's Exchange Movement, 1998, Kathleen W. Sander
21. 1 2 3 4 5 6  Candace Wheeler, 1827-1923: Entrepreneur, Artist, and Founder of American Interior Design. le site aauw.org [lien archivé]. [dostęp 2020-06-05]. (ang.)..
22. ↑   Threads of life: a history of the world through the eye of a needle, 2019, Clare Hunter, s. 234
23. ↑   The Business of Charity: The Woman's Exchange Movement, 1998, Kathleen W. Sander
24. ↑   Encyclopedia of Interior Design, 1997, Joanna Banham, s.394
25. 1 2 3 4 5  Open Collections Program: Women Working, Candace Wheeler (1827–1923). le site library.harvard.edu. [dostęp 2020-06-05]. (ang.)..
26. ↑   Threads of life: a history of the world through the eye of a needle, 2019, Clare Hunter, s. 234
27. ↑   The Business of Charity: The Woman's Exchange Movement, 1998, Kathleen W. Sander
28. ↑   The Business of Charity: The Woman's Exchange Movement, 1998, Kathleen W. Sander
29. ↑   The Business of Charity: The Woman's Exchange Movement, 1998, Kathleen W. Sander
30. ↑   The Business of Charity: The Woman's Exchange Movement, 1998, Kathleen W. Sander
31. ↑  Open Collections Program: Women Working, Candace Wheeler (1827–1923). le site library.harvard.edu. [dostęp 2020-06-05]. (ang.)..
32. ↑   Threads of life: a history of the world through the eye of a needle, 2019, Clare Hunter, s. 234
33. ↑   Candace Wheeler: The Art and Enterprise of American Design, 1875-1900
Peck, Amelia, and Carol Irish, s. 4.
34. ↑   Encyclopedia of Interior Design, 1997, Joanna Banham, s.394
35. ↑   Candace Wheeler: The Art and Enterprise of American Design, 1875-1900
Peck, Amelia, and Carol Irish, s. 4.
36. ↑   Professional Pursuits: Women and the American Arts and Crafts Movement, 2007, Catherine W. Zipf
37. ↑   Candace Wheeler: The Art and Enterprise of American Design, 1875-1900
Peck, Amelia, and Carol Irish, s. 4.
38. ↑   Threads of life: a history of the world through the eye of a needle, 2019, Clare Hunter, s. 234
39. ↑   Professional Pursuits: Women and the American Arts and Crafts Movement, 2007, Catherine W. Zipf
40. ↑  Candace Wheeler: Pioneer American Designer. „UPI”, 24 octobre 2001. (ang.).brak numeru strony.
41. ↑  Candace Wheeler Tells of Its Development. BEAUTIFUL FABRICS EXHIBITED Changes in Garments Since the Days of Mother Eve -- The Silkworm Industry in this Country. „The New York Times”, 12 mars 1895. (ang.).brak numeru strony.
42. ↑   Professional Pursuits: Women and the American Arts and Crafts Movement, 2007, Catherine W. Zipf
43. ↑   Candace Wheeler: The Art and Enterprise of American Design, 1875-1900
Peck, Amelia, and Carol Irish, s. 4.
44. ↑   Threads of life: a history of the world through the eye of a needle, 2019, Clare Hunter, s. 234
45. ↑  M.s. LA._2o "owA.o.; Wife of Government EntomologlstI Dies at Her Home in Onteora Park,. „Times”, 20 juillet 1926. (ang.).brak numeru strony.
46. ↑   Oscar Wilde's America: Counterculture in the Gilded Age, 1998, Mary W. Blanchard
47. ↑   Threads of life: a history of the world through the eye of a needle, 2019, Clare Hunter, s. 234
48. ↑   Oscar Wilde's America: Counterculture in the Gilded Age, 1998, Mary W. Blanchard
49. 1 2  An experiment of women. „The New York Times”, 19 juillet 1981. (ang.).brak numeru strony.
50. ↑  Notes about women. „The New York Times”, 5 août 1894. (ang.).brak numeru strony.
51. ↑   Candace Wheeler: The Art and Enterprise of American Design, 1875-1900
Peck, Amelia, and Carol Irish, s. 4.
52. ↑   Oscar Wilde's America: Counterculture in the Gilded Age, 1998, Mary W. Blanchard
53. ↑  Miss Stimson dies ; Secretary's sisteri ; Carried Anti-Tetanus Serum to Troops Under FirWas in Trans-Ocean Yacht Race. „The New York Times”, 10 février 1944. (ang.).brak numeru strony.
54. ↑  J.C.WHEELER DIES SUDDENLY; iWas In Denver to Contest the Will of His Daughter. „The New York Times”, 25 septembre 1912. (ang.).brak numeru strony.
55. ↑  DORA W. KEITH, 85, PORTRAIT PAINTER; Likeness of Mark Twain in the Hartford Museum--Widow of Lawyer Is Dead Here DID STATE CAPITOL WORK Executed Ceiling in Albany-- Artist Was Aunt of H.L. Stimson, Secretary of War. „The New York Times”, 28 décembre 1940. (ang.).brak numeru strony.
56. ↑  sans titre. „Harper's Weekly”, s. 479-, 1890. (ang.)..